# Admirał Zozula
Admirał Zozula (ros. Адмирал Зозуля) – radziecki, następnie rosyjski krążownik rakietowy, pierwszy okręt projektu 1134 (ozn. NATO Kresta I). Wodowany w 1965 roku, znajdował się w czynnej służbie od 1967 do 1994 roku. Wchodził w skład Floty Północnej, następnie Floty Bałtyckiej.

## Budowa i skrócony opis
„Admirał Zozula” był pierwszym okrętem projektu 1134 (Bierkut), określanego też od niego jako typ Admirał Zozula, a w kodzie NATO oznaczanego Kresta I. Okręt otrzymał nazwę na cześć admirała Fiodora Zozuli (1907–1964). Został wciągnięty na listę floty 11 czerwca 1964 roku. Budowany był w stoczni im. A. Żdanowa w Leningradzie (numer budowy 791). Stępkę położono 26 lipca 1964 roku, a okręt wodowano 17 października 1965 roku. W lutym 1967 roku okręt wyszedł na próby morskie, a w kwietniu rozpoczął próby państwowe, jako pierwszy okręt serii, osiągając prędkość projektową 33 węzły. Do służby wszedł 5 (lub 8) października 1967 roku.
Okręty projektu 1134 były klasyfikowane oficjalnie początkowo jako duże okręty przeciwpodwodne (ros. bolszoj protiwołodocznyj korabl, BPK). Ich zasadniczym przeznaczeniem miało być zwalczanie okrętów podwodnych, lecz w czasie ich budowy nie były jeszcze gotowe rakietotorpedy, wobec czego otrzymały one jako główne uzbrojenie cztery wyrzutnie pocisków przeciwokrętowych P-35, co nadało im znamiona uniwersalności. Dlatego też w 1977 roku przeklasyfikowano je na krążowniki rakietowe. Zwalczanie okrętów podwodnych możliwe było za pomocą dziesięciu wyrzutni torped kalibru 533 mm, z których można było wystrzeliwać torpedy przeciw okrętom podwodnym. Uzbrojenie przeciwpodwodne uzupełniały dwa dwunastoprowadnicowe miotacze rakietowych bomb głębinowych RBU-6000 (144 bomby kalibru 213 mm) i dwa sześcioprowadnicowe RBU-1000 (48 bomb kalibru 305 mm). Możliwości w zakresie zwalczania okrętów podwodnych rozszerzał jeden pokładowy śmigłowiec Ka-25PŁ, który mógł być zastąpiony maszyną do wskazywania celów Ka-25C. Uzbrojenie artyleryjskie stanowiły dwa podwójnie sprzężone działa uniwersalne kalibru 57 mm AK-725, umieszczone nietypowo w dwóch wieżach na burtach. Jako uzbrojenie obrony bezpośredniej przewidziano dwie pary sześciolufowych naprowadzanych radarowo działek 30 mm AK-630M, lecz ponieważ nie były jeszcze gotowe, „Admirał Zozula” wszedł do służby bez nich i otrzymał je dopiero podczas modernizacji w latach 80. Uzbrojenie przeciwlotnicze stanowiły dwie dwuprowadnicowe wyrzutnie przeciwlotniczych pocisków rakietowych bliskiego zasięgu Wołna-M na dziobie i na rufie, z zapasem 64 pocisków.

## Służba
„Admirał Zozula” po wejściu do służby wszedł w skład Floty Północnej ZSRR. 7 listopada 1967 roku uczestniczył w paradzie morskiej na Newie w Leningradzie z okazji 50. rocznicy rewolucji. Między 23 listopada a 3 grudnia 1967 roku przeszedł do Siewieromorska, gdzie 18 stycznia kolejnego roku został włączony do 120 Brygady Okrętów Rakietowych. Podczas przejścia na północ, kontynuowano próby państwowe okrętu. Podczas prób wystrzelił m.in. na Morzu Białym trzy pociski P-35 i siedem W-600 systemu Wołna. Próby zakończono ostatecznie w październiku 1968 roku.
W końcu 1969 roku „Admirał Zozula” został wysłany na Morze Śródziemne, działając od 1 grudnia 1969 do 30 czerwca 1970 roku u wybrzeży Egiptu w ramach tzw. służby bojowej jako wsparcie dla tego kraju w konflikcie z Izraelem. Za wyniki w ćwiczeniach, w marcu 1971 roku krążownik uzyskał tytuł przodującego okrętu. Od listopada 1971 do roku czerwca 1974 roku „Admirał Zozula” przeszedł średni remont w macierzystej stoczni w Leningradzie. Między 1 czerwca a 1 grudnia 1975 roku okręt wchodził w skład 5 Eskadry Operacyjnej, pełniącej służbę bojową na środkowym Atlantyku i Morzu Śródziemnym (wraz z BPK „Admirał Isakow” i „Ogniewoj”). Utracił wówczas 11 września w wypadku śmigłowiec Ka-25 (zginął nawigator). W 1976 roku ponownie uzyskał dobre wyniki w szkoleniu, między innymi uzyskując tytuł najlepszego okrętu w marynarce pod względem przygotowania ogniowego i taktycznego oraz najlepszego okrętu rakietowego Floty Północnej. Dowódca okrętu kmdr por. A. Kowalczuk został wybrany delegatem na 25 zjazd KPZR.
Od 10 kwietnia do 2 listopada 1977 roku okręt znowu pełnił służbę bojową na Atlantyku i Morzu Śródziemnym, składając w dniach 11–18 października wizytę w Dubrowniku. Również w tym roku załoga krążownika przodowała w wyszkoleniu, uzyskując tytuł najlepszego okrętu nawodnego Floty Północnej. We wrześniu 1978 roku „Admirał Zozula” śledził okręty NATO podczas manewrów Northern Wedding-78.
W marcu 1984 roku krążownik wziął udział w ćwiczeniach Atlantika-84, po czym 24 kwietnia 1984 roku został skierowany na kapitalny remont połączony z modernizacją w Kronsztadzie, podczas którego między innymi zainstalowano działka AK-630M i system łączności satelitarnej Szluz. 9 października 1986 roku okręt został administracyjnie przeniesiony do Floty Bałtyckiej. Dopiero w maju 1992 roku został przyjęty po remoncie i włączony w skład 12 Dywizji Krążowników Rakietowych Floty Bałtyckiej. Wkrótce jednak po zakończeniu remontu z winy obsługi doszło na nim do uszkodzenia kotłów i okręt nie wychodził już w morze.
5 lipca 1994 roku „Admirał Zozula” został skreślony z listy okrętów, a 24 września tego roku opuszczono na nim banderę. Ostatnim dowódcą był kmdr por. N. Michajłow. 30 grudnia 1994 roku rozformowano załogę. Okręt został następnie złomowany w Królewcu w stoczni Jantar. Według innych źródeł, został sprzedany na złom 22 czerwca 1995 roku brytyjskiej firmie.
Okręt nosił numery burtowe: 581 (1967 rok), 297, 550, 569, 532, 093, 087, 052 (1990 rok).